# Lee Holdridge
Pour les articles homonymes, voir Holdridge.
Lee Holdridge est un  compositeur  et  arrangeur américain né le 3 mars 1944 à Port-au-Prince (Haïti).

## Biographie
Lee Holdridge est né à Haïti, d'une mère portoricaine et d'un père américain, le biologiste et climatologue Leslie Holdridge (en).

## Filmographie

### Cinéma
- 1971 : Pigeons
- 1973 : Jeremy
- 1973 : Jonathan Livingston le goéland (Jonathan Livingston Seagull)
- 1975 : Nothing by Chance
- 1976 : Forever Young, Forever Free
- 1976 : Mustang Country
- 1976 : Goin' Home
- 1977 : The Pack
- 1978 : The Other Side of the Mountain Part II
- 1978 : Oliver's Story
- 1978 : Moment by Moment
- 1979 : Tilt
- 1979 : French Postcards
- 1981 : American Pop
- 1982 : Dar l'invincible (The Beastmaster)
- 1983 : El Pueblo del Sol
- 1983 : Mister Mom
- 1984 : Splash
- 1984 : Micki + Maude
- 1985 : Sylvester
- 1985 : Transylvania 6-5000
- 1986 : 16 Days of Glory
- 1986 : The Men's Club
- 1987 : Walk Like a Man
- 1987 : Born in East L.A.
- 1988 : A Tiger's Tale
- 1988 : Quand les jumelles s'emmêlent (Big Business)
- 1989 : Old Gringo
- 1991 : Pastime
- 1991 : The Giant of Thunder Mountain
- 1994 : Freefall: Chute libre (Freefall)
- 1995 : Gunfighter's Moon
- 1996 : Pinocchio (The Adventures of Pinocchio)
- 1997 : The Long Way Home
- 1998 : Une famille à l'essai (Family Plan)
- 1998 : La Légende de Brisby (The Secret of NIMH 2: Timmy to the Rescue) (vidéo)
- 2000 : Into the Arms of Strangers: Stories of the Kindertransport
- 2003 : Unlikely Heroes
- 2004 : Puerto Vallarta Squeeze
- 2006 : Memories of Moonlighting (vidéo)
- 2006 : Ever Again

### Télévision
- 1970 : Un shérif à New York ("McCloud") (série télévisée)
- 1972 : Another Part of the Forest
- 1973 : Hec Ramsey (série télévisée, un épisode)
- 1974 : Panique dans le téléphérique (Skyway to Death)
- 1974 : Sin, American Style
- 1974 : The Rangers
- 1975 : The Family Holvak (série télévisée)
- 1976 : Riding with Death
- 1976 : Gemini Man ("Gemini Man") (série télévisée)
- 1977 : The Hemingway Play
- 1977 : Code R (série télévisée)
- 1977 : Pine Canyon Is Burning
- 1978 : And the Soul Shall Dance
- 1978 : Having Babies III
- 1978 : To Kill a Cop
- 1978 : Like Mom, Like Me
- 1979 : Valentine
- 1980 : If Things Were Different
- 1980 : Mother and Daughter: The Loving War
- 1980 : Skyward
- 1981 : Three Hundred Miles for Stephanie
- 1981 : À l'est d'Éden ("East of Eden") (feuilleton TV)
- 1981 : John Denver: Music and the Mountains
- 1981 : Saigon 68 (Fly Away Home)
- 1981 : La Rupture (The Day the Loving Stopped) de Daniel Mann
- 1981 : For Ladies Only
- 1981 : Skyward Christmas
- 1982 : Thou Shalt Not Kill
- 1982 : This Is Kate Bennett...
- 1982 : Six mois pour tout apprendre (In Love with an Older Woman)
- 1983 : John Denver: The Higher We Fly
- 1983 : Au bout du chemin (Running Out)
- 1983 : Thursday's Child
- 1983 : Wizards and Warriors (série télévisée, huit épisodes)
- 1983 : Legs
- 1983 : Condamnation sans appel (I Want to Live)
- 1983 : Le major parlait trop (A Caribbean Mystery)
- 1983 : First Affair
- 1984 : Boys in Blue
- 1984 : Ainsi soit-il! (Shattered Vows)
- 1984 : He's Fired, She's Hired
- 1985 : The Eagle and the Bear
- 1985 : Letting Go
- 1985 : Les Amours de Claire (The Other Lover)
- 1986 : Mafia Princess
- 1986 : Pleasures
- 1986 : Miracle of the Heart: A Boys Town Story
- 1986 : Adam's Apple
- 1987 : À nous deux, Manhattan ("I'll Take Manhattan") (feuilleton TV)
- 1987 : Young Harry Houdini
- 1987 : Desperate
- 1988 : 14 Going on 30
- 1988 : A Friendship in Vienna
- 1988 : Higher Ground
- 1988 : Fatal Judgement
- 1988 : Le Dixième Homme (The Tenth Man)
- 1989 : Christine Cromwell: Things That Go Bump in the Night
- 1989 : Do You Know the Muffin Man?
- 1989 : Christine Cromwell ("Christine Cromwell") (série télévisée, trois épisodes)
- 1990 : Over My Dead Body
- 1990 : Nuits d'enfer (Daughter of the Streets)
- 1990 : Joshua's Heart
- 1990 : La vie est belle (Fine Things)
- 1990 : The Dreamer of Oz (en)
- 1991 : Entre père et mère (The Summer My Father Grew Up)
- 1991 : Détour vers le bonheur (Changes)
- 1991 : My Life and Times (série télévisée)
- 1991 : Des souvenirs plein la vie (Mrs. Lambert Remembers Love)
- 1991 : Finding the Way Home
- 1991 : The Return of Eliot Ness
- 1991 : Un contre le vent (One Against the Wind)
- 1991 : The Story Lady
- 1992 : In the Arms of a Killer
- 1992 : Day-O
- 1992 : Obsession (Obsessed)
- 1992 : Deadly Matrimony
- 1993 : Killer Rules
- 1993 : L'Appel de la forêt (Call of the Wild) de Michael Toshiyuki Uno
- 1993 : Passion enflammée (Torch Song)
- 1993 : Heidi
- 1993 : Star
- 1993 : Jack Reed: Badge of Honor
- 1993 : Harmful Intent
- 1994 : Texas de Richard Lang
- 1994 : Incident in a Small Town
- 1994 : The Yearling
- 1994 : Roommates
- 1994 : Un agent très spécial (Running Delilah)
- 1994 : Danielle Steel - Un parfait inconnu (A Perfect Stranger)
- 1994 : Jack Reed: A Search for Justice
- 1994 : Album de famille (Family Album)
- 1994 : Spring Awakening de Jack Gold
- 1994 : Lillehammer '94: 16 Days of Glory
- 1995 : A Mother's Gift
- 1995 : Buffalo Girls
- 1995 : Pilotes de choix (The Tuskegee Airmen)
- 1995 : The Whipping Boy
- 1995 : Mort clinique (Nothing Lasts Forever)
- 1995 : Jack Reed: One of Our Own
- 1996 : Star Command
- 1996 : Les Cavaliers de la liberté (The Little Riders)
- 1996 : La Couleur du baseball (Soul of the Game)
- 1996 : Harvest of Fire
- 1996 : Cœur de vengeance (An Unfinished Affair)
- 1996 : Danielle Steel: Souvenirs d'amour (Remembrance)
- 1996 : Danielle Steel - La ronde des souvenirs (Full Circle)
- 1996 : London Suite
- 1996 : L'Innocence perdue (She Cried No)
- 1996 : Un Noël inoubliable (Holiday Affair)
- 1997 : The Twilight of the Golds
- 1997 : A Call to Remember
- 1997 : Mort sur le toit du monde (Into Thin Air: Death on Everest)
- 1997 : Atlanta's Olympic Glory
- 1997 : A Christmas Memory
- 1998 : Two for Texas
- 1998 : Pour que triomphe la vie (Her Own Rules)
- 1998 : Nagano '98 Olympics: Bud Greenspan's Stories of Honor and Glory
- 1999 : 79th Miss America Pageant
- 1999 : Replacing Dad
- 1999 : Mutinerie (Mutiny)
- 1999 : Le Cœur à l'écoute (Blue Moon)
- 1999 : Le Dernier Aveu (Love Letters)
- 1999 : Atomic Train
- 1999 : Coup de foudre postal (Sealed with a Kiss)
- 1999 : Anya's Bell
- 1999 : Le Don de l'amour (A Gift of Love: The Daniel Huffman Story)
- 2000 : Les Grandes retrouvailles (By Dawn's Early Light)
- 2000 : Kings of the Ring: Four Legends of Heavyweight Boxing
- 2000 : John Denver, une passion, une vie (Take Me Home: The John Denver Story)
- 2001 : Almost a Woman
- 2001 : Les Brumes d'Avalon (The Mists of Avalon)
- 2002 : American Family (série télévisée)
- 2002 : The Pilot's Wife
- 2003 : Sounder
- 2003 : American Valor
- 2004 : Magnitude 10.5 (10.5)
- 2004 : Pour que la vie continue... (The Brooke Ellison Story)
- 2005 : See Arnold Run
- 2005 : Pour l'amour de Millie (Saving Milly)
- 2013 : L'Héritage de Katie (The Confession)